# Gran Premio di Singapore 2023
Il Gran Premio di Singapore 2023 è stata la quindicesima prova della stagione 2023 del campionato mondiale di Formula 1. La gara si è corsa domenica 17 settembre sul circuito di Marina Bay ed è stata vinta dallo spagnolo Carlos Sainz Jr. su Ferrari, al secondo successo in carriera; Sainz Jr. ha preceduto all'arrivo i britannici Lando Norris su McLaren-Mercedes e Lewis Hamilton su Mercedes.

## Vigilia

### Analisi per il campionato costruttori
La scuderia austriaca Red Bull Racing può laurearsi campione del mondo costruttori per la sesta volta nella propria storia e la seconda consecutiva in questo appuntamento. La scuderia di Milton Keynes ha un vantaggio di 310 punti in classifica sulla seconda classificata, la Mercedes. Il titolo arriverebbe in caso di ottenimento di una doppietta col bonus per il giro più veloce, per un totale di 44 punti, con la Mercedes che conquista un punto. Se la Red Bull Racing realizzasse una doppietta senza il giro più veloce, per un totale di 43 punti, e la Mercedes non riuscisse a ottenere punti, il vantaggio del team di Milton Keynes sarebbe pari al numero di punti ancora ottenibili in stagione, 353, ma la Mercedes non sarebbe in grado di vincere in caso di arrivo a pari merito per via delle più vittorie in stagione della Red Bull Racing nei confronti del costruttore tedesco. Nessun team nella storia della Formula 1 ha mai vinto il campionato con sette gare d’anticipo. Il primato attuale è detenuto in coabitazione dalla McLaren, nel 1988, e dalla Ferrari, nel 2004, con cinque gare d'anticipo. Nei cicli più recenti il record è della Mercedes che ha vinto il titolo con quattro gare d’anticipo, nel 2015, 2016, 2019 e 2020.

### Aspetti tecnici
Per questo Gran Premio la Pirelli, fornitore unico degli pneumatici, offre la scelta tra gomme di mescola C3, C4 e C5, la tipologia di mescole più morbide che caratterizzano l'intera gamma messa a disposizione dall'azienda fornitrice degli pneumatici per il campionato. Fin dall'edizione 2019 del Gran Premio, la Pirelli ha stabilito sempre la stessa tipologia di pneumatici per questo appuntamento, scelta consueta in quanto esso corso su un tracciato cittadino. La tipologia, la stessa del precedente Gran Premio d'Italia, viene stabilita per l'ottava volta in stagione. La Pirelli nomina allo stesso tempo la tipologia di pneumatici disponibile per i successivi Gran Premi del Giappone e del Qatar, prima della precedente gara italiana.
A partire da questa edizione del Gran Premio, esso si disputa su una configurazione diversa del tracciato, la quinta complessiva dopo il debutto del tracciato nel calendario del campionato mondiale nella stagione 2008. Il tratto lento che andava dalla precedente curva 16 all'ex curva 19, nel terzo settore, è stato rimosso per fare spazio ad un unico tratto veloce prima della chicane che porta al traguardo, lungo 397,9 metri, il quale non è comunque oggetto di una zona per l'utilizzo del Drag Reduction System che avrebbe portato il circuito a presentarne ben quattro. Il tempo sul giro viene abbassato di circa dieci secondi, con l'abbassamento del numero totali di curve, da 23 a 19, della lunghezza del circuito, dai precedenti 5 063 km ai 4 940 km, e dell'aumento del numero dei giri, da 61 a 62, per una nuova distanza di gara di 306,143 km. Quest'ultima viene stimata in un completamento di un'ora e mezzo, rispetto al limite delle due ore che ha caratterizzato alcune edizioni della corsa. La modifica doveva entrare in vigore già per l'edizione 2022 della gara. Le modifiche al layout sono state apportate alla luce dei lavori intorno alla pista che prevedono la riqualificazione nell'area di Marina Bay.
La Federazione conferma, nonostante l'introduzione del nuovo layout, le tre zone del DRS in uso dall'edizione del 2019 della gara, quando, al fine di favorire i sorpassi, l'organo mondiale dell'automobilismo decise di aumentare a tre i tratti in cui utilizzare il dispositivo mobile sul circuito di Marina Bay, dopo le due precedenti zone utilizzate dal 2011, stagione in cui il dispositivo fu introdotto nella categoria, fino al 2018. I piloti possono attivare l'ala mobile posteriore sul rettilineo principale, con detection point fissato dopo l'apice della curva 17, nel tratto compreso tra la curva 5 e la curva 7, con punto per la determinazione del distacco fra piloti stabilito alla curva 4, e nel tratto aggiuntivo introdotto nel 2019 tra la curva 13 e la curva 14, con detection point posto prima della curva 13. Nell'edizione precedente, il punto di attivazione del DRS nella prima zona posta sul rettilineo principale fu anticipato di cinque metri rispetto alla gara del 2019, venendo posizionato 43 metri dopo l'apice dell'attuale curva 19 (curva 23 fino all'anno scorso), così come il punto di attivazione del dispositivo mobile nella seconda zona, quella compresa tra la curva 5 e la curva 7, venendo posizionato 48 metri dopo la curva 5. La Federazione ha anche analizzato le zone del DRS durante il 2022, introducendo cambiamenti per il 2023 al fine di facilitare i sorpassi o renderli più difficili in alcuni circuiti in cui si riteneva che la zona in cui utilizzare il dispositivo mobile fosse troppo facile o difficile al fine di effettuare un sorpasso. Il circuito di Marina Bay non rientra tra i tracciati oggetto di queste modifiche.
A partire da questo Gran Premio, la Federazione impone una nuova direttiva tecnica, la TD018, che impatta sulla flessibilità delle ali e del fondo delle vetture. È la seconda normativa che entra in vigore dopo il cambio regolamentare valevole dalla stagione precedente, seguita dalla direttiva tecnica TD039 introdotta alla vigilia del Gran Premio del Belgio 2022. Secondo l'articolo 3.2.2 del regolamento tecnico, viene sancito che tutti i componenti aerodinamici che influenzano le prestazioni della monoposto devono essere rigidamente fissati e immobili rispetto al loro quadro di riferimento. Tali componenti devono inoltre produrre una superficie uniforme, continua, solida, dura e impermeabile in ogni circostanza. La nuova direttiva definisce anche nuovi vincoli per il progetto delle ali e dei supporti.
Rispetto all'edizione del 2022, il circuito è oggetto di alcune modifiche. Le precedenti curve 16, 17, 18 e 19 sono state rimosse e i muri sono stati riallineati dalla curva 15 fino a quella che in precedenza era la curva 20, alla luce della variazione del layout del tracciato. La pista è stata riasfaltata dall'inizio del rettilineo principale fino all'uscita della curva 6 e dall'entrata della curva 14 fino all'uscita della nuova curva 16. Il muro sul lato sinistro alla curva 17 è stato riallineato. L'area verniciata dentro la corsia dei box è stata sostituita con una nuova vernice antiscivolo. Per via del cambio di layout, il circuito presenta adesso sedici pannelli luminosi, rispetto ai diciotto della vecchia configurazione. Un nuovo pannello luminoso è stato installato tra la curva 13 e la curva 14, sul lato destro, così come tra la curva 15 e la nuova curva 16, il nuovo tratto veloce, sempre sul lato destro. La velocità massima dentro la corsia dei box è fissata a 60 km/h per questo appuntamento. La direzione gara stabilisce che alle curve 1, 2 e 3 se i piloti non percorrono correttamente la seconda, passando completamente a destra del cordolo arancione, essi devono mantenersi a destra del blocco di polistirolo bianco e rosso, e rientrare in pista all'esterno della curva 3. L'istruzione non si applica automaticamente a quei piloti ritenuti di essere stati forzati a uscire del tracciato, con i casi giudicati individualmente. I piloti devono comunque rientrare in pista in condizioni di sicurezza e senza ottenere un vantaggio. Prima delle qualifiche, la direzione gara comunica che non vengono resi disponibili un set aggiuntivo di pneumatici intermedi, alla luce delle previsioni meteo.
Prima dell'inizio della prima sessione di prove libere del venerdì, sulla vettura di Liam Lawson e Yuki Tsunoda viene installata la terza scatola del cambio e la terza trasmissione. Entrambi i piloti dell'AlphaTauri non sono penalizzati sulla griglia di partenza in quanto i nuovi componenti installati rientrano tra quelli utilizzabili nel numero massimo stabilito dal regolamento tecnico.

### Aspetti sportivi
Il Gran Premio rappresenta il quindicesimo appuntamento stagionale a distanza di due settimane dalla disputa del Gran Premio d'Italia, quattordicesima gara del campionato. Dopo la disputa dell'ottavo e ultimo appuntamento della stagione previsto in Europa, nonché il sesto consecutivo, il mondiale disputa una nuova trasferta nel continente asiatico, la terza del campionato, per la prima volta dalla tenuta del Gran Premio d'Arabia Saudita. Il Gran Premio di Singapore è il terzo evento dopo la pausa estiva obbligatoria per squadre e piloti, nonché la quarta gara della seconda parte di stagione e la terza prova del mondiale in notturna, oltre a essere il secondo di tre appuntamenti complessivi calanderizzati nel mese di settembre. La gara si svolge in questo mese per la prima volta da quella del 2019. Il mondiale disputa una gara sulla tipologia di tracciato cittadino per la prima volta dal Gran Premio del Canada. Il contratto per l'inserimento della gara nel calendario mondiale, sempre sul circuito di Marina Bay, è stato rinnovato nel mese di gennaio 2022 fino alla stagione 2028. Sponsor del Gran Premio è, come avvenuto fin dall'edizione del 2014, la compagnia aerea di bandiera locale Singapore Airlines. A questa edizione assistono 264 108 spettatori. La capienza dell'impianto viene ridotta per via dei lavori intorno alla pista che prevedono la riqualificazione nell'area di Marina Bay, che hanno portato alla modifica del layout nel terzo settore.
Presente nel calendario del campionato mondiale di Formula 1 fin dalla stagione 2008 e valido quale prova della categoria dallo stesso anno, il Gran Premio di Singapore vede la disputa della sua ventiduesima edizione, la quattordicesima valida per il mondiale. Il Gran Premio, una volta inserito nel calendario del campionato mondiale, fu il primo della storia della categoria a disputarsi in notturna, nonché il secondo del sud-est asiatico dopo il soppresso Gran Premio della Malesia, corso dal 1999 al 2017. L'edizione inaugurale del 2008 fu l'ottocentesimo Gran Premio nella storia del campionato mondiale. Il circuito di Marina Bay è il tracciato ad aver ospitato tutte le edizioni della gara, su cinque principali diverse configurazioni, la cui la più recente apportata a partire da questa edizione. La prima configurazione fu utilizzata dall'edizione inaugurale del 2008 a quella del 2012; la seconda dall'edizione del 2013 a quella del 2014, in cui la lunghezza del tracciato fu ridotta, insieme alla rimozione della chicane della curva 10; la terza utilizzata dall'edizione del 2015 a quella del 2017, con la lunghezza del tracciato leggermente aumentata e la riprofilazione delle curve 11, 12 e 13; la quarta dall'edizione del 2018 a quella del 2019 e nel 2022, con la lunghezza nuovamente leggermente diminuita e la riprofilazione delle curve 16 e 17. Il Gran Premio di Singapore non è stato disputato nel 2020 e 2021 a causa delle problematiche dettate dalla pandemia di COVID-19 e per l'allestimento del circuito in tempi brevi. Nel primo caso la gara vide il suo annullamento in quanto la Federazione fu costretta ad annullare diverse tappe per via dell'emergenza sanitaria, senza essere sostituita. Nel secondo caso il Gran Premio fu annullato per la seconda stagione consecutiva, sempre per via della pandemia, rientrando tra i pochi Gran Premi a essere annullati per due stagioni consecutive, ma in questo caso venendo rimpiazzato da un altro Gran Premio, quello di Turchia. Entrambe le edizione risultarono come le uniche non corse fin dal debutto della gara nella categoria durante la stagione 2008, prima del ritorno in calendario nella stagione precedente. Otto prove della gara non valide per il campionato mondiale sono state corse dal 1966 al 1973 sul circuito Thomson Road.
Il pilota messicano della Red Bull Racing, Sergio Pérez, prende parte alla duecentocinquantesima partenza in un Gran Premio in Formula 1, l'undicesimo pilota nella storia della Formula 1 a raggiungere questo traguardo. Pérez ha debuttato nella categoria nel Gran Premio d'Australia 2011 con l'ex scuderia allora denominata Sauber, prima di approdare nel 2013 in McLaren. Dal 2014 al 2018 corre per l'ex scuderia Force India. Nel 2019 approda al vecchio costruttore Racing Point, con cui ci rimane fino al 2020. Dal 2021 corre per la scuderia austriaca. Nel corso della sua carriera, Pérez ha vinto sei Gran Premi, tra cui l'edizione precedente del Gran Premio di Singapore, ottenendo in totale 34 podi, tre pole position, undici giri veloci e 1 420 punti. Il miglior risultato è stato il terzo posto in classifica piloti nella stagione precedente. Il pilota britannico della Mercedes, Lewis Hamilton, in caso di ottenimento della pole position, segnerebbe il record come il pilota autore delle maggior numero delle partenze al palo sul circuito di Marina Bay, con cinque, record attualmente condiviso con il tedesco Sebastian Vettel, a quota quattro. Hamilton è partito in pole position due volte con la McLaren, nel 2009 e 2012, e due volte con la Mercedes, nel 2014 e 2018. Vettel è partito davanti a tutti due volte con la Red Bull Racing, nel 2011 e 2013, e due volte con la Ferrari, nel 2015 e 2017. Il pilota danese della Haas, Kevin Magnussen, ha ottenuto due giri veloci in carriera, in centocinquantacinque Gran Premi disputati, entrambi su questa pista, il primo nel 2018 e il secondo l'anno successivo. Il compagno di scuderia, il tedesco Nico Hülkenberg, ha ottenuto il primo di due giri veloci in totale in carriera su questo tracciato, nel 2012, con l'ex scuderia Force India.
Durante la seconda sessione di prove libere del Gran Premio d'Olanda, il pilota australiano dell'AlphaTauri, Daniel Ricciardo, si frattura il polso a causa di un incidente. Egli viene sostituito dal pilota di riserva della Red Bull Racing e della stessa AlphaTauri, il neozelandese Liam Lawson, al debutto nella categoria. Dopo quanto accaduto nel precedente Gran Premio d'Italia, Lawson sostituisce Ricciardo anche in questo appuntamento e la scuderia di Faenza rende noto prima della gara italiana che egli sostituisce l'australiano anche nei successivi Gran Premi finché quest'ultimo non recupera dal suo infortunio. Lawson gareggia sul circuito di Marina May per la prima volta, insieme al pilota australiano della McLaren, Oscar Piastri e quello statunitense della Williams, Logan Sargeant, debuttanti in questo campionato.
La Federazione rende noto che, nel corso del 2022, tutte le squadre hanno rispettato il tetto dei 141,2 milioni di dollari riguardo al budget cap. Al contrario di quanto accaduto lo scorso anno per la controversa stagione 2021, la Cost Cap Administration riferisce di aver completato l’esame della documentazione di rendicontazione presentata dalle squadre e di aver rilasciato certificati di conformità a tutti i dieci team. Nel precedente campionato, la Red Bull Racing fu multata e penalizzata nell’utilizzo della galleria del vento, per questa stagione, per delle irregolarità riscontrate nel bilancio 2021. La Williams accoglie, nella propria Academy, il giovane pilota ucraino Oleksandr Bondarev. Egli si unisce agli altri cinque piloti che fanno già parte del programma giovani: oltre a Jamie Chadwick, presente dal 2019 e tre volte campionessa della W Series, sono presenti Zak O'Sullivan, Oliver Gray, Franco Colapinto e Luke Browning, tutti partecipanti al campionato di Formula 3. La scuderia britannica gareggia con una speciale livrea, forte della sponsorizzazione di Gulf, scelta dai tifosi del team di Grove tramite un sondaggio sul proprio sito ufficiale della scuderia che ha previsto la scelta tra quattro differenti livree. La speciale livrea sarà utilizzata anche nei successivi Gran Premi del Giappone e del Qatar. Anche il costruttore britannico McLaren, così come nella successiva gara in Giappone, corre con una speciale livrea che ricalca il design stealth mode, aumentando il nero rispetto al classico rivestimento papaya. La scuderia di Woking annuncia lo schieramento nella prima sessione di prove libere del Gran Premio di Abu Dhabi in programma a novembre, ultima gara della stagione, del messicano Patricio O'Ward, pilota dell'IndyCar Series. La McLaren rispecchia quanto previsto nel regolamento sportivo valevole della stagione precedente, in cui tutte le dieci squadre iscritte al campionato hanno l'obbligo di schierare, durante le sessioni di prove libere, almeno due piloti giovani. La scuderia svizzera Alfa Romeo conferma il cinese Zhou Guanyu quale pilota titolare anche per la stagione successiva, così come il pilota di riserva della squadra e di Formula 2 per l'ART Grand Prix, il francese Théo Pourchaire.
L'ex pilota di Formula 1 Vitantonio Liuzzi è nominato commissario aggiunto. L'italiano ha svolto in passato, in diverse occasioni, tale funzione, l'ultima nel precedente Gran Premio d'Italia. È la casa automobilistica inglese Aston Martin a fornire la safety car e la medical car.

## Prove

### Resoconto
Charles Leclerc ottiene la migliore prestazione della prima sessione del venerdì. Il tempo del monegasco, stante il cambio di tracciato, è di dieci secondi più rapido rispetto a quello della passata edizione della gara. La Ferrari ha dimostrato la sua velocità anche grazie al secondo tempo, colto da Sainz Jr., staccato di soli 78 millesimi dal compagno di team. Alle spalle delle due vetture italiane si è posizionato Max Verstappen, che ha preceduto Norris. La sessione si è disputata senza interruzioni, ma sono state esposte, in più occasioni, le bandiere gialle, per segnalare ai piloti la presenza in pista di varani.
Anche nella seconda sessione, disputata in notturna, perciò con condizioni simili a quelle della gara, vede il dominio della Ferrari, che monopolizza le prime due posizioni della classifica. In questa sessione è Carlos Sainz Jr. a precedere Leclerc; i due piloti sono, ancora una volta, staccati di pochi millesimi. In questa sessione il terzo posto è conquistato da George Russell, che precede Alonso. Il pilota dell'Aston Martin sembra essere quello più competitivo nella simulazione di gara. Sono più staccate le Red Bull Racing, con Pérez che ha colto il settimo tempo, giusto davanti al compagno di team Verstappen. La vettura austriaca denuncia un problema di grip alle gomme posteriori. Alexander Albon ha potuto chiudere solo una manciata di giri, prima di rimanere fermo ai box, per un problema tecnico.
Prima della terza sessione di prove libere del sabato, sulla vettura di Pierre Gasly viene installata la sesta unità relativa all'impianto di scarico. Il pilota francese dell'Alpine non è penalizzato sulla griglia di partenza in quanto il nuovo componente installati rientra tra quelli utilizzabili nel numero massimo stabilito dal regolamento tecnico.
Sainz Jr. si conferma anche nella sessione di prove libere del sabato come il pilota più rapido. Lo spagnolo precede per 68 millesimi Russell, mentre s'installa in terza posizione Norris, che precede Verstappen e Leclerc. La Ferrari ha concentrato il suo lavoro per migliorare la prestazione di gara, utilizzando nella sessione anche gomme a mescola media. La Red Bull Racing, pur recuperando posizioni rispetto alle sessioni del giorno precedente, presenta ancora problemi di pattinamento delle ruote posteriori, evidenziate al momento delle cambiate. Valtteri Bottas è stato ammonito, con bandiera bianco e nera, per aver perso il controllo della sua vettura, al rientro nei box.
La Haas e la Ferrari sono state multate da parte della Federazione, rispettivamente, di 400 e 100 euro in quanto Nico Hülkenberg e Carlos Sainz Jr. hanno superato il limite di velocità stabilito dentro la corsia dei box.

### Risultati
Nella prima sessione del venerdì si è avuta questa situazione:
| Pos | Nº | Pilota           | Costruttore                | Tempo    | Gap    | Giri |
| --- | -- | ---------------- | -------------------------- | -------- | ------ | ---- |
| 1   | 16 | Charles Leclerc  | Ferrari                    | 1'33"350 |        | 25   |
| 2   | 55 | Carlos Sainz Jr. | Ferrari                    | 1'33"428 | +0"078 | 24   |
| 3   | 1  | Max Verstappen   | Red Bull Racing-Honda RBPT | 1'33"476 | +0"126 | 22   |

Nella seconda sessione del venerdì si è avuta questa situazione:
| Pos | Nº | Pilota           | Costruttore | Tempo    | Gap    | Giri |
| --- | -- | ---------------- | ----------- | -------- | ------ | ---- |
| 1   | 55 | Carlos Sainz Jr. | Ferrari     | 1'32"120 |        | 26   |
| 2   | 16 | Charles Leclerc  | Ferrari     | 1'32"138 | +0"018 | 27   |
| 3   | 63 | George Russell   | Mercedes    | 1'32"355 | +0"235 | 25   |

Nella sessione del sabato mattina si è avuta questa situazione:
| Pos | Nº | Pilota           | Costruttore      | Tempo    | Gap    | Giri |
| --- | -- | ---------------- | ---------------- | -------- | ------ | ---- |
| 1   | 55 | Carlos Sainz Jr. | Ferrari          | 1'32"065 |        | 23   |
| 2   | 63 | George Russell   | Mercedes         | 1'32"134 | +0"069 | 20   |
| 3   | 4  | Lando Norris     | McLaren-Mercedes | 1'32"303 | +0"238 | 17   |

## Qualifiche

### Resoconto
Sargeant marca il primo tempo di qualifica, battuto da Kevin Magnussen. Il danese è presto battuto, a sua volta, da Norris, che precede Pérez per sette millesimi. Più lontano è Verstappen, staccato di tre decimi. Le Ferrari colgono il quarto tempo con Sainz Jr., mentre Leclerc si pone in vetta (1'32"523). George Russell abbassa il limite in 1'32"478, mentre Hamilton è quinto, a meno di due decimi dal tempo del compagno di scuderia. Gasly, sesto, segna il miglior parziale nel terzo settore. In seguito risale secondo Norris, prima che Max Verstappen chiuda con 1'32"398, miglior prestazione. Il tempo del pilota della Red Bull Racing è, poco dopo, migliorato da Sainz Jr.. Non riesce a battere il tempo dello spagnolo Leclerc, che rimane terzo. I primi dieci piloti si trovano in soli 385 millesimi. La pista migliora costantemente, così che, negli ultimi minuti della sessione, tutti i piloti sono costretti a riprendere il tracciato, provocando anche situazioni di pericolo, con molte vetture che, nel giro di lancio, procedono lentamente, mentre ne sopraggiungono altre, già nel loro giro rapido. Sargeant, che evita per poco il contatto con Max Verstappen, sale sesto, mentre sono più staccate le Alfa Romeo. Yuki Tsunoda scala primo, mentre Hülkenberg si prende la seconda posizione. Ocon sale quinto, prima che Pérez rimonti in seconda piazza. L'arrivo degli ultimi piloti, però, viene reso vano da un incidente che coinvolge Lance Stroll. Il pilota dell'Aston Martin perde il controllo della vettura all'ultima curva, finendo a grande velocità contro le barriere. La monoposto rimbalza in pista, distrutta. Il pilota è incolume, ma la sessione, che aveva già visto l'esposizione della bandiera a scacchi, viene definitivamente interrotta, con bandiera rossa. Sono eliminati Bottas, Piastri, Sargeant, Zhou e lo stesso Stroll.
Nella seconda fase Verstappen è il primo pilota a chiudere il giro, in 1'32"307. Il campione del mondo è subito preceduto da Kevin Magnussen (1'32"170). In seguito è il turno di Lando Norris a prendere il comando, con 1'31"951, battuto, a sua volta, da Sainz Jr., in 1'31"893. Leclerc, dal suo canto, è terzo. Anche il tempo di Sainz Jr. dura poco quale miglior prestazione. Fernando Alonso, infatti, porta il limite a 1'31"835. Russell fa anche meglio del pilota dell'Aston Martin, con 1'31"743; Hamilton, che aveva eguagliato al millesimo il tempo di Alonso, nel primo settore, chiude col quinto tempo. Verstappen, dopo essere stato messo sotto indagine per aver ostacolato Sargeant in Q1, viene ulteriormente indagato per aver ostacolato, in questa sessione, Tsunoda. Il campione del mondo subisce una terza inchiesta per essersi fermato, in pit lane, davanti al semaforo verde. Pérez, nel frattempo, commette un errore, nel suo ultimo tentativo, non si migliora, e viene eliminato. Hülkenberg sale sesto, mentre Verstappen è solo decimo; l'arrivo di Liam Lawson lo elimina, per soli sette millesimi. Nessuna Red Bull Racing accede così alla fase decisiva. Infine Sainz Jr. ottiene la migliore prestazione della seconda fase: 1'31"439. Oltre alle due vetture austriache, non accedono alla fase finale Gasly, Albon e Tsunoda. I commissari indagano anche su Leclerc, per il presunto mancato rispetto delle bandiere gialle, esposte in Q2, al momento dell'errore di Sergio Pérez. Il monegasco viene prosciolto.
Nella fase decisiva, dopo i tempi delle due Haas, va al comando Alonso che, a sua volta, cede la prima posizione a Norris. Meglio fa l'altro spagnolo, Sainz Jr., che termina il suo primo tentativo in 1'31"170, giusto davanti a Leclerc. I ferraristi e Norris sono gli unici piloti a utilizzare gomme soft nuove, nel primo giro rapido di sessione. Russell è quarto, mentre Lewis Hamilton chiude col quinto tempo. Col secondo tentativo tutti i piloti utilizzano un set di gomme nuove. Sainz Jr. si migliora nel primo settore, così come fa Norris, che però è più lento del ferrarista. Anche Leclerc migliora il tempo, rispetto al primo tentativo, ma resta dietro al compagno di team. Magnussen chiude col quarto tempo; Sainz Jr. è più lento nel secondo settore, ma comunque mantiene un vantaggio rispetto a Norris e Leclerc, che però ottiene la miglior prestazione assoluta, nel secondo settore. Sainz Jr. fa segnare 1'30"984, con Norris che si piazza secondo, preceduto da Leclerc. Chi fa meglio del pilota monegasco è Russell che termina a soli 0"072 da Sainz Jr..
Ad Alexander Albon viene cancellato un tempo dai commissari sportivi per non aver rispettato i limiti della pista, durante le qualifiche (alla curva 19).
Al termine delle qualifiche, Logan Sargeant viene convocato dai commissari sportivi per aver ostacolato Lance Stroll alla curva 8, nel corso della Q1. Il pilota statunitense della Williams riceve una reprimenda, la prima della stagione, e il costruttore britannico viene multato di 5 000 euro da parte della Federazione. Max Verstappen viene convocato per aver ostacolato alcune vetture mentre quest'ultime stavano uscendo dalla pit lane, nel corso della Q1, per aver ostacolato Sargeant tra la curva 17 e la curva 18, nel corso della Q1, e per aver ostacolato Yuki Tsunoda tra la curva 3 e la curva 4, nel corso della Q2. Il pilota olandese della Red Bull Racing, riceve, nel primo caso, una reprimenda, la prima della stagione, nel secondo caso non riceve sanzioni, mentre nel terzo un'altra reprimenda, la seconda della stagione, con il costruttore austriaco multato di 5 000 euro da parte della Federazione.
Carlos Sainz Jr. conquista la quinta pole position in carriera, la seconda della stagione nonché la seconda consecutiva, per la prima volta in carriera, eguagliando il numero delle partenze al palo nella storia del mondiale ottenute da Giuseppe Farina, Chris Amon, Clay Regazzoni, Patrick Tambay e Keke Rosberg. Per la Ferrari è la duecentoquarantaseiesima partenza in prima posizione della storia, la quarta del campionato nonché la seconda di fila, la terza consecutiva nel Gran Premio di Singapore. La scuderia di Maranello estende il proprio record del maggior numero di pole position ottenute in questo Gran Premio, con sette. Per Russell, secondo, è l'ottava prima fila in carriera, la prima da quella ottenuta nel Gran Premio d'Australia. Per il pilota britannico della Mercedes è la prima apparizione in Q3 su questa pista, con il miglior precedente piazzamento in qualifica appannaggio della diciottesima posizione. Leclerc è terzo per la seconda gara di fila, così come il compagno di scuderia Sainz Jr. partente davanti a tutti dopo il precedente Gran Premio d'Italia. La quarta posizione di Norris è il suo miglior risultato in qualifica in questa gara, nonostante abbia concluso nella stessa posizione nell'edizione precedente dopo essere partito sesto. Con sette gare al termine, Norris vince il duello testa a testa con il compagno di squadra Piastri in qualifica, in vantaggio dodici gare contro tre dell'australiano. Hamilton, con il quinto posto, eguaglia la peggior partenza nel Gran Premio di Singapore in carriera. Il britannico della Mercedes rimane l'unico pilota ad aver corso tutti gli appuntamenti a Singapore. Magnussen conquista la sua miglior partenza a Singapore con il sesto posto, dopo aver raggiunto il Q3 solamente una volta in stagione, nel Gran Premio di Miami. Con Hülkenberg nono entrambe le Haas sono presenti in Q3 per la prima volta dal Gran Premio d'Austria 2022. Con la settima posizione, Alonso mantiene il record di essere l'unico pilota in stagione ad aver raggiunto il Q3. Ocon ottiene la miglior partenza nel Gran Premio di Singapore con l'ottava piazza, dopo non essere riuscito a raggiungere il Q3 nelle ultime sei gare e in diretto contrasto con il precedente Gran Premio d'Italia quando entrambe le Alpine furono eliminate in Q1. Lawson, con il decimo piazzamento, raggiunge il Q3 per la prima volta, al terzo Gran Premio. La sua vettura era stata l'unica sulla griglia di partenza a non essere riuscita a raggiungere la Q3 fino a questa gara, indipendentemente dal pilota, Nyck de Vries per primo, Daniel Ricciardo per secondo e Lawson per ultimo. Verstappen, undicesimo, non raggiunge il Q3 per la prima volta dal Gran Premio d'Arabia Saudita, quando allora fu fermato da un problema meccanico. Il compagno di scuderia, Pérez, è tredicesimo; per la settima volta in quindici gare non raggiunge la fase decisiva in stagione. Piastri è eliminato in Q1 per la prima volta dal Gran Premio di Miami, mentre le Alfa Romeo sono eliminate nella prima fase come già accaduto nel Gran Premio d'Australia e nel Gran Premio d'Olanda. Sargeant è eliminato nella stessa fase dopo che la Williams aveva presentato entrambe le vetture in Q2 nelle ultime due gare. Sainz Jr., alla decima prima fila in carriera, è il primo spagnolo che parte davanti a tutti nel Gran Premio di Singapore da Fernando Alonso nell'edizione del 2010, sempre con la Ferrari. Leclerc viene sopravanzato da un compagno di squadra in questo Gran Premio per la prima volta. Stroll è qualificato ultimo per il secondo Gran Premio consecutivo. Nessuna delle due Red Bull Racing raggiunge il Q3 per la prima volta dal Gran Premio di Russia 2018. In otto delle tredici precedenti gare, il pilota partito in pole position ha poi vinto il Gran Premio. Il tempo della pole position di 1'30"984 appannaggio di Sainz Jr. rappresenta il rilievo cronometrico più rapido in qualifica sul circuito di Marina Bay, con la nuova configurazione, a una media di 195,462 km/h, la più alta mai registrata sul tracciato cittadino. È anche il tempo più rapido fra tutte le cinque configurazioni utilizzate fin dal debutto del circuito nel calendario del campionato mondiale, nella stagione 2008.

### Risultati
Nella sessione di qualifica si è avuta questa situazione:
| Pos                         | Nº | Pilota           | Costruttore                  | Q1       | Q2          | Q3       | Griglia |
| --------------------------- | -- | ---------------- | ---------------------------- | -------- | ----------- | -------- | ------- |
| 1                           | 55 | Carlos Sainz Jr. | Ferrari                      | 1'32"339 | 1'31"439    | 1'30"984 | 1       |
| 2                           | 63 | George Russell   | Mercedes                     | 1'32"331 | 1'31"743    | 1'31"056 | 2       |
| 3                           | 16 | Charles Leclerc  | Ferrari                      | 1'32"406 | 1'32"012    | 1'31"063 | 3       |
| 4                           | 4  | Lando Norris     | McLaren-Mercedes             | 1'32"483 | 1'31"951    | 1'31"270 | 4       |
| 5                           | 44 | Lewis Hamilton   | Mercedes                     | 1'32"651 | 1'32"019    | 1'31"485 | 5       |
| 6                           | 20 | Kevin Magnussen  | Haas-Ferrari                 | 1'32"242 | 1'31"892    | 1'31"575 | 6       |
| 7                           | 14 | Fernando Alonso  | Aston Martin Aramco-Mercedes | 1'32"584 | 1'31"835    | 1'31"615 | 7       |
| 8                           | 31 | Esteban Ocon     | Alpine-Renault               | 1'32"369 | 1'32"089    | 1'31"673 | 8       |
| 9                           | 27 | Nico Hülkenberg  | Haas-Ferrari                 | 1'32"100 | 1'31"994    | 1'31"808 | 9       |
| 10                          | 40 | Liam Lawson      | AlphaTauri-Honda RBPT        | 1'32"215 | 1'32"166    | 1'32"268 | 10      |
| 11                          | 1  | Max Verstappen   | Red Bull Racing-Honda RBPT   | 1'32"398 | 1'32"173    | N.D.     | 11      |
| 12                          | 10 | Pierre Gasly     | Alpine-Renault               | 1'32"452 | 1'32"274    | N.D.     | 12      |
| 13                          | 11 | Sergio Pérez     | Red Bull Racing-Honda RBPT   | 1'32"099 | 1'32"310    | N.D.     | 13      |
| 14                          | 23 | Alexander Albon  | Williams-Mercedes            | 1'32"668 | 1'33"719    | N.D.     | 14      |
| 15                          | 22 | Yuki Tsunoda     | AlphaTauri-Honda RBPT        | 1'31"991 | senza tempo | N.D.     | 15      |
| 16                          | 77 | Valtteri Bottas  | Alfa Romeo-Ferrari           | 1'32"809 | N.D.        | N.D.     | 16      |
| 17                          | 81 | Oscar Piastri    | McLaren-Mercedes             | 1'32"902 | N.D.        | N.D.     | 17      |
| 18                          | 2  | Logan Sargeant   | Williams-Mercedes            | 1'33"252 | N.D.        | N.D.     | 18      |
| 19                          | 24 | Zhou Guanyu      | Alfa Romeo-Ferrari           | 1'33"258 | N.D.        | N.D.     | PL      |
| 20                          | 18 | Lance Stroll     | Aston Martin Aramco-Mercedes | 1'33"397 | N.D.        | N.D.     | –       |
| Tempo limite 107%: 1'38"430 |    |                  |                              |          |             |          |         |

In grassetto sono indicate le migliori prestazioni in Q1, Q2 e Q3.

## Gara

### Resoconto
Prima della gara l'Aston Martin comunica che il pilota canadese Lance Stroll non prende parte alla corsa a causa dell'incidente in qualifica, nonostante egli riceve il benestare dopo il controllo al centro medico avvenuto dopo l'incidente. Sulla vettura di Zhou Guanyu, qualificatosi in diciannovesima posizione, viene installata la quinta unità relativa al motore a combustione interna, al turbocompressore e all'MGU-H, la terza unità relativa all'unità di controllo elettrico e la sesta unità relativa all'impianto di scarico. Il pilota cinese dell'Alfa Romeo è costretto a partire dal fondo dello schieramento in quanto i primi quattro nuovi componenti installati superano quelli utilizzabili nel numero massimo stabilito dal regolamento tecnico. Tutti i nuovi componenti installati vengono sostituiti senza l'approvazione del delegato tecnico della Federazione durante il regime di parco chiuso. Zhou è costretto a partire dalla pit lane.
Viene osservato un minuto di silenzio per le vittime del terremoto del Marrakech-Safi e per l'alluvione in Libia.
Alla partenza Sainz Jr. mantiene la testa, seguito da Leclerc, che passa Norris. Subito dietro Lewis Hamilton arriva lungo alla seconda curva, rientrando in gara davanti a Russell. L'ex campione del mondo cede poi, a causa della manovra, la posizione al compagno di scuderia e, qualche giro dopo, cederà anche la quarta posizione, a Norris. Seguono Alonso, Ocon, Magnussen e Hülkenberg. La classifica, almeno nella parte alta della graduatoria, rimane invariata per molti giri. Dopo dieci tornate Sainz Jr. comanda con otto decimi di margine su Leclerc, tre secondi su Russell, 4"4 su Norris. Risale invece Max Verstappen che, sempre dopo dieci giri, è ottavo. I tecnici della Ferrari invitano Leclerc a mantenere un divario da Sainz Jr. di tre secondi, per non rovinare le gomme.
Al diciannovesimo giro Logan Sargeant perde il controllo della sua monoposto e termina contro le barriere; il pilota della Williams riesce a rientrare ai box, anche se col musetto incastrato sotto la vettura. A causa dei detriti lasciati sul tracciato, la direzione di gara invia in pista la vettura di sicurezza. Vanno ai box le due Ferrari, le due Mercedes e le due McLaren. Leclerc, rientrato dopo Sainz Jr., perde alcuni secondi, per evitare il contatto con altre vetture, e rientra in pista alle spalle di Russell e Norris. Non si sono fermate le due Red Bull Racing: Verstappen è così secondo, alle spalle di Sainz Jr., mentre Pérez è quarto, tra Russell e Norris. Alonso, invece, arriva troppo veloce alla corsia di entrata ai box, esce dalla riga di delimitazione, prima di rientrare verso la sua piazzola. Viene così penalizzato di cinque secondi.
Alla ripartenza George Russell attacca presto Verstappen, recuperando, al ventiquattresimo giro, la piazza d'onore; nello stesso giro Hamilton passa Leclerc. Un giro dopo il campione del mondo cede anche a Norris e, in seguito, anche a Hamilton. Qualche tornata dopo anche Leclerc passerà il pilota olandese. Russell, nel frattempo, si avvicina a Sainz Jr.. Il ritmo dello spagnolo non è particolarmente veloce, nel tentativo di preservare le gomme, fino a fine gara. Al trentasettesimo giro Fernando Alonso cerca di passare Pérez, per il settimo posto, ma senza successo. La manovra favorisce però Ocon, che passa lo spagnolo. Le due Red Bull Racing attendono tra il trentanovesimo e quarantesimo giro per effettuare la loro sosta al cambio gomme.
La classifica vede sempre al comando Sainz Jr. che precede Russell, Norris, Hamilton e Leclerc. Al quarantatreesimo giro si ritira, per un guasto tecnico, Esteban Ocon. Il pilota francese lascia la sua Alpine nei pressi della zona di uscita dei box, costringendo la direzione di gara a determinare il regime di virtual safety car. La Mercedes fa rientrare ai box sia Russell che Lewis Hamilton, per fare montare loro gomme medie. La corsa riprende così, nella sua valenza agonistica, con Sainz Jr. davanti a Norris, Charles Leclerc e il duo della Mercedes. Le due vetture tedesche sono molto veloci e recuperano il gap verso il trio al comando. Al quarantanovesimo giro Russell ha un ritardo di undici secondi e mezzo sul leader di gara Sainz Jr., ma recupera più di un secondo al giro. A nove giri dal termine Russell e Hamilton passano Leclerc e si portano, molto presto, vicini a Lando Norris. Sainz Jr., per consentire al pilota della McLaren di resistere agli attacchi dei piloti della Mercedes e quindi rallentarli nella loro rimonta, comanda con meno di un secondo di margine, per consentirgli l'uso del DRS. Russell cerca di attaccare Norris, che però resiste. Vista la difficoltà di superare la McLaren, Hamilton chiede alla sua scuderia di poter passare Russell, a sua volta. Nell'ultimo giro Russell colpisce il muro e termina contro le barriere, in una staccata, consentendo a Sainz Jr. e Norris di chiudere la gara, senza pressione, ai primi due posti.
Il pilota spagnolo della Ferrari vince il secondo Gran Premio in carriera, la prima gara in stagione, nonché il primo successo dal Gran Premio di Gran Bretagna 2022, al secondo podio consecutivo del campionato. Per la scuderia di Maranello è il duecentoquarantatreesimo successo della propria storia, la prima vittoria in campionato, nonché la prima da quella ottenuta nel Gran Premio d'Austria 2022 con Leclerc, e il primo successo nel Gran Premio di Singapore dall'edizione del 2019 con Sebastian Vettel. La Ferrari diventa il costruttore con il maggior numero di successi in questo appuntamento, con cinque, considerando l'edizione del 1970, non valida per il campionato mondiale. Grazie al secondo posto di Norris, la McLaren ottiene il primo podio nel Gran Premio di Singapore dall'edizione del 2012 con Jenson Button. Per il britannico è il terzo podio stagionale, a una lunghezza dal maggior numero di podi conquistati in una singola stagione, quattro, nel 2021. Hamilton, terzo, ottiene il primo podio dal Gran Premio di Gran Bretagna. Egli supera Alonso per il terzo posto in classifica piloti, occupando questa piazza in classifica generale per la prima volta dal Gran Premio del Bahrein 2022, prima gara della stagione precedente. Leclerc termina quarto per la seconda gara consecutiva, mentre Verstappen, quinto, e che per la prima volta termina in stagione al di fuori delle prime due posizioni, termina una striscia di quindici podi consecutivi, la terza più lunga della storia della categoria, al pari di Alonso. Gasly, sesto, ottiene il miglior risultato sul circuito di Marina Bay. Per l'Alpine è il miglior risultato a Singapore dalla corsa del 2017 quando il costruttore correva sotto la denominazione di Renault. Piastri, settimo, ottiene punti nel suo primo Gran Premio di Singapore, per la sesta volta in campionato, dopo essere stato eliminato in Q1. Pérez, alla duecentocinquantesima partenza in un Gran Premio di Formula 1, e che ha condotto questa gara dal primo all'ultimo giro nell'edizione precedente, termina ottavo. Lawson, nono, ottiene i primi punti in carriera, al terzo Gran Premio. Egli è il trecentocinquantesimo pilota differente della storia della Formula 1 a ottenere punti, il primo neozelandese da Brendon Hartley nel Gran Premio degli Stati Uniti d'America 2018 con la scuderia allora denominata Toro Rosso. È stata anche la prima volta che questa vettura ottiene punti in stagione, senza che in precedenza Nyck de Vries o Daniel Ricciardo ci fossero riusciti. Magnussen, decimo, eguaglia la miglior prestazione dell'anno ottenuta nel Gran Premio d'Arabia Saudita e nel Gran Premio di Miami, entrambi sedi di circuiti cittadini. La Haas ottiene punti in gara per la prima volta proprio dalla gara in Florida, dopo quelli ottenuti nella Sprint del Gran Premio d'Austria. Alonso, quindicesimo, non ottiene punti per la prima volta in stagione. Nel corso del ventiseiesimo giro, lo spagnolo percorre 100 000 km in Formula 1. Alla trecentosettantesima partenza in un Gran Premio della massima categoria, Alonso ha partecipato a più di un terzo di tutte le gare della storia, per una media di 270 km a gara. Russell, classificato sedicesimo per aver completato il 90% della distanza di gara dopo l'incidente nell'ultimo giro, non conquista punti per la seconda volta nelle ultime tre gare. Ocon è ritirato nel giorno del suo ventisettesimo compleanno, per la seconda gara di fila, e al quarto ritiro nelle ultime sei gare. Tsunoda è ritirato, senza che abbia completato un giro per la seconda gara di fila, dopo non essere partito nel precedente Gran Premio d'Italia. Sainz Jr. è il sesto vincitore differente a Singapore e il secondo non campione del mondo dopo Pérez col trionfo nel 2022. Lo spagnolo conduce un Gran Premio dal primo all'ultimo giro per la prima volta in carriera, il cinquantanovesimo pilota a riuscirci nella storia del mondiale, diventando il terzo vincitore differente in stagione, dopo Verstappen e il messicano. Lo spagnolo è il primo vincitore diverso da un pilota della Red Bull Racing dal Gran Premio di San Paolo 2022. Sainz Jr. è il primo pilota di questa nazionalità a trionfare nel Gran Premio di Singapore da Alonso nell'edizione del 2010, sempre con la Ferrari. Egli termina una striscia record di dieci vittorie consecutive di Verstappen, iniziata nel Gran Premio di Miami, così come la Ferrari, il secondo costruttore diverso a trionfare in stagione dopo la Red Bull Racing, interrompe la striscia record di quindici vittorie consecutive da parte del team austriaco, considerando il successo nel Gran Premio di Abu Dhabi 2022, ultimo appuntamento del campionato precedente. La scuderia di Milton Keynes, che non riesce a vincere solamente per la seconda volta negli ultimi ventisei Gran Premi, termina una striscia di nove successi avvenuta su circuiti cittadini. Tutti i piloti arrivati al traguardo sono classificati a pieni giri, per la prima volta dal Gran Premio d'Olanda. Per la prima volta dal Gran Premio d'Austria 2020, il podio è appannaggio di un pilota della Ferrari, di uno della McLaren e di uno della Mercedes, e presenta due ex compagni di squadra alla McLaren. Il podio presenta due ex compagni di squadra alla McLaren. Su quattordici edizioni disputate della corsa, la safety car è sempre stata chiamata in causa almeno per una volta, per un totale di ventiquattro interventi. È stato il Gran Premio di Singapore più veloce della storia, corso a una media di 172,274 km/h, e completato interamente per la distanza prevista, quest'ultima nuova a partire da questa edizione per via del cambio di layout, per la prima volta dalla gara del 2019. Il Gran Premio viene vinto dal pilota partente in pole position per la nona volta su quattordici gare disputate. È stato il secondo Gran Premio della stagione, dopo quello d'Australia, in cui i primi due classificati sono separati dal margine più basso, con 0"812. Il tempo del giro più veloce di 1'35"867 di Hamilton rappresenta il rilievo cronometrico più rapido in gara sul circuito di Marina Bay, con la nuova configurazione, a una media di 185,507 km/h, la più alta mai registrata in gara sul tracciato cittadino. È anche il tempo più rapido in condizioni di gara fra tutte le cinque configurazioni utilizzate fin dal debutto del circuito nel calendario del campionato mondiale, nella stagione 2008. Il vincitore Sainz Jr. è stato il pilota più rapido in tutte le sessioni, solamente per il mancato giro più veloce, conquistato da Hamilton, della prima sessione di prove libere, in cui il più rapido è risultato il compagno di scuderia Leclerc, e in Q1, con Tsunoda in cima alla lista dei tempi.
Sono stati cancellati dieci tempi dai commissari sportivi ai piloti per non aver rispettato i limiti della pista, durante la gara. Si sono visti cancellare il tempo due volte Kevin Magnussen (una volta alla curva 7 e una volta alla curva 2) e Nico Hülkenberg (entrambe le volte alla curva 7), una volta Pierre Gasly (alla curva 7), Charles Leclerc (alla curva 7), Lewis Hamilton (alla curva 7), Fernando Alonso (alla curva 2), George Russell (alla curva 19) e Sergio Pérez (alla curva 7).

### Risultati
I risultati del Gran Premio sono i seguenti:
| Pos | Nº | Pilota           | Costruttore                  | Giri | Tempo/Ritiro           | Griglia | Punti |
| --- | -- | ---------------- | ---------------------------- | ---- | ---------------------- | ------- | ----- |
| 1   | 55 | Carlos Sainz Jr. | Ferrari                      | 62   | 1h46'37"418            | 1       | 25    |
| 2   | 4  | Lando Norris     | McLaren-Mercedes             | 62   | +0"812                 | 4       | 18    |
| 3   | 44 | Lewis Hamilton   | Mercedes                     | 62   | +1"268                 | 5       | 16    |
| 4   | 16 | Charles Leclerc  | Ferrari                      | 62   | +21"177                | 3       | 12    |
| 5   | 1  | Max Verstappen   | Red Bull Racing-Honda RBPT   | 62   | +21"441                | 11      | 10    |
| 6   | 10 | Pierre Gasly     | Alpine-Renault               | 62   | +38"441                | 12      | 8     |
| 7   | 81 | Oscar Piastri    | McLaren-Mercedes             | 62   | +41"479                | 17      | 6     |
| 8   | 11 | Sergio Pérez     | Red Bull Racing-Honda RBPT   | 62   | +59"534                | 13      | 4     |
| 9   | 40 | Liam Lawson      | AlphaTauri-Honda RBPT        | 62   | +1'05"918              | 10      | 2     |
| 10  | 20 | Kevin Magnussen  | Haas-Ferrari                 | 62   | +1'12"116              | 6       | 1     |
| 11  | 23 | Alexander Albon  | Williams-Mercedes            | 62   | +1'13"417              | 14      |       |
| 12  | 24 | Zhou Guanyu      | Alfa Romeo-Ferrari           | 62   | +1'23"649              | PL      |       |
| 13  | 27 | Nico Hülkenberg  | Haas-Ferrari                 | 62   | +1'26"201              | 9       |       |
| 14  | 2  | Logan Sargeant   | Williams-Mercedes            | 62   | +1'26"889              | 18      |       |
| 15  | 14 | Fernando Alonso  | Aston Martin Aramco-Mercedes | 62   | +1'27"603              | 7       |       |
| 16  | 63 | George Russell   | Mercedes                     | 61   | Incidente              | 2       |       |
| Rit | 77 | Valtteri Bottas  | Alfa Romeo-Ferrari           | 51   | Surriscaldamento       | 16      |       |
| Rit | 31 | Esteban Ocon     | Alpine-Renault               | 42   | Cambio                 | 8       |       |
| Rit | 22 | Yuki Tsunoda     | AlphaTauri-Honda RBPT        | 0    | Danni da incidente     | 15      |       |
| NP  | 14 | Lance Stroll     | Aston Martin Aramco-Mercedes | 0    | Incidente in qualifica | –       |       |

Lewis Hamilton riceve un punto addizionale per aver segnato il giro più veloce della gara.

## Classifiche mondiali

### Piloti
| Pos | Pilota           | Punti |
| --- | ---------------- | ----- |
| 1   | Max Verstappen   | 374   |
| 2   | Sergio Pérez     | 223   |
| 3   | Lewis Hamilton   | 180   |
| 4   | Fernando Alonso  | 170   |
| 5   | Carlos Sainz Jr. | 142   |
| 6   | Charles Leclerc  | 123   |
| 7   | George Russell   | 109   |
| 8   | Lando Norris     | 97    |
| 9   | Lance Stroll     | 47    |
| 10  | Pierre Gasly     | 45    |
| 11  | Oscar Piastri    | 42    |
| 12  | Esteban Ocon     | 36    |
| 13  | Alexander Albon  | 21    |
| 14  | Nico Hülkenberg  | 9     |
| 15  | Valtteri Bottas  | 6     |
| 16  | Zhou Guanyu      | 4     |
| 17  | Yuki Tsunoda     | 3     |
| 18  | Kevin Magnussen  | 3     |
| 19  | Liam Lawson      | 2     |

### Costruttori
| Pos | Costruttore                  | Punti |
| --- | ---------------------------- | ----- |
| 1   | Red Bull Racing-Honda RBPT   | 597   |
| 2   | Mercedes                     | 289   |
| 3   | Ferrari                      | 265   |
| 4   | Aston Martin Aramco-Mercedes | 217   |
| 5   | McLaren-Mercedes             | 139   |
| 6   | Alpine-Renault               | 81    |
| 7   | Williams-Mercedes            | 21    |
| 8   | Haas-Ferrari                 | 12    |
| 9   | Alfa Romeo-Ferrari           | 10    |
| 10  | AlphaTauri-Honda RBPT        | 5     |

## Decisioni della FIA
Al termine della gara, Alexander Albon e Sergio Pérez vengono convocati dai commissari sportivi in quanto il pilota thailandese ha superato quello messicano sotto il regime di virtual safety car. Albon non riceve sanzioni. Entrambi i piloti sono anche convocati a causa di una collisione avvenuta tra i due in fase di duello, alla curva 13. Pérez viene penalizzato di cinque secondi sul tempo di gara e di un punto sulla superlicenza. La posizione d'arrivo del messicano non varia.